# 津特耳相
津特耳相（英語：Zintl phase）是指碱金属或碱土金属與p区金属或类金属形成的产物。它们以介于金属键和离子键之间的成键形式为特征。津特耳相大多是脆性、高熔点的金属间化合物，表现出抗磁性或者与温度无关的顺磁性，并且是电的不良导体或半导体。
津特耳相以德国化学家爱德华·津特耳命名，以纪念他在20世纪30年代对这些化合物的研究。这个术语则是由弗里茨·拉夫斯于1941年首先使用的。津特耳在研究这些产物的形成过程时注意到了原子体积的收缩，这表明了阳离子的生成。他认为这些相是离子型的，存在从较为电正性的金属到较为电负性的主族元素之间完全的电子转移,那么其中阴离子的结构就可以根据所形成的电子能态来考虑。这些观点日后被发展为 Zintl-Klemm-Busmann模型，其认为这些多核阴离子的结构应当与等价元素的相似。此外，阴离子亚晶格可以在溶液中分离为多核阴离子（Zintl 离子），已成主族元素无机化学中一个非常活跃的子领域。

## 扩展阅读
- Video of preparation of K4Ge9 (subscription required) （页面存档备份，存于）